# Mahmutlar
Mahmutlar est une ville située dans la province d’Antalya en Turquie.
La ville est une station balnéaire de l’est d’Alanya.